# الدوري الإيطالي 1962–63
الدوري الإيطالي الدرجة الأولى 1962–63 (بالإيطالية: Serie A 1962-1963)‏ هو موسم من الدوري الإيطالي الدرجة الأولى. أقيم خلال الفترة 16 سبتمبر 1962 وحتى 26 مايو 1963، وفاز فيه نادي إنتر ميلانو.